# Presstödsnämnden
Presstödsnämnden var en svensk nämnd som prövade ansökningar om presstöd enligt presstödsförordningen (1990:524) och i övrigt tillämpar bestämmelserna i förordningen och tillhandahålla uppgifter om dagstidningars spridning enligt kungörandeförordningen (1977:827). Sedan 1 februari 2019 har den ersatts av Mediestödsnämnden som även regelerar bidrag till nätpublikationer.   Myndigheten utförde också kansligöromålen åt Taltidningsnämnden. Presstödsnämnden har agerat när tidningar har kopierat innehåll från andra tidningar.

## Organisation
Presstödsnämnden var till den 1 juli 2015 en statlig förvaltningsmyndighet, som sorterade under Kulturdepartementet, men därefter låg den under Myndigheten för press, radio och tv, som före 1 januari 2016 hette Myndigheten för radio och tv.
Mediestödsnämnden hör också till Myndigheten för press, radio och tv.